# Peter Ludwig Mejdell Sylow

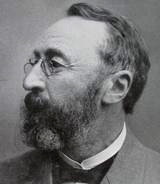
Sylow

Peter Ludwig Mejdell Sylow, genannt Ludwig bzw. Ludvig Sylow, (* 12. Dezember 1832 in Christiania, heute Oslo; † 7. September 1918 ebenda) war ein norwegischer Mathematiker, der grundlegende Arbeiten zur Gruppentheorie verfasste.

## Leben
Sylow war der Sohn von Thomas Edvard von Westen Sylow (1792–1875), einem Hauptmann der Kavallerie und später Kriegsminister der norwegischen Regierung, und von Magdalena Cecilie Cathrine Mejdell (1806–1898), die insgesamt zehn Kinder hatten, von denen Ludvig Sylow der Älteste war.
Sylow besuchte bis 1850 die Kathedralsschule in Oslo (damals Christiania) und studierte an der Universität Oslo (damals: Universität Christiania) und gewann 1853 einen Mathematikwettbewerb. 1856 erhielt er seinen Abschluss als Lehrer für Mathematik und Naturwissenschaften. Danach unterrichtete er, da es keine Stellen an der Universität gab, an der Hartvig Nissen Schule in Oslo (einer unabhängigen Mädchenschule, gegründet von Sylows Mathematikprofessor Ole Jacob Broch und dessen Freund Hartvig Nissen) und von 1858 bis 1898 unterrichtete er an der Schule von Fredrikshald (Halden). Als Schullehrer war er weniger erfolgreich, da er hauptsächlich an höherer Mathematik interessiert war und Probleme mit der Disziplin in den Klassen hatte. 1861 besuchte er mit einem Reisestipendium Berlin, wo er mit Leopold Kronecker diskutierte, aber die Vorlesungen von Karl Weierstraß nicht besuchen konnte, da dieser krank war, und Paris, wo er bei Michel Chasles, Joseph Liouville und Jean-Marie Duhamel studierte. Weder in Paris noch in Berlin besuchte er Algebra-Vorlesungen. 1862/63 war er ersatzweise  für Broch Dozent an der Universität Christiania, wo er die Galoistheorie unterrichtete. Darin fanden sich noch nicht die nach ihm benannten 1872 veröffentlichten Sätze, aber eine Frage in diesem Zusammenhang (ob es nicht nur zu Primzahlen, die die Ordnung einer Gruppe teilen, Untergruppen gibt, sondern wie es für den Fall von Primzahlpotenzen aussieht). Seine Vorlesungen wurden vom Studenten Sophus Lie besucht. Borch wollte, dass er auch danach Vorlesungen für ihn übernahm, die Schule von Sylow erteilte aber keine Freigabe. Seine ersten Chancen auf eine Universitätsprofessur kam 1869 für die Nachfolge von Borch, die Universität hielt aber eine Stelle in reiner Mathematik für nicht angezeigt und bevorzugte angewandte Mathematiker, so dass der Lehrstuhl an Carl Anton Bjerknes ging. Schließlich erhielt er auf Initiative von Sophus Lie 1898  einen für ihn speziell geschaffenen Lehrstuhl an der Universität Oslo. Obwohl er damals schon 65 Jahre alt war, unterrichtete er 20 Jahre lang an der Universität.
Die drei nach ihm benannten Sylow-Sätze bewies er 1872, er hatte sie aber schon im September 1870 bewiesen. Zuvor hatte Augustin-Louis Cauchy 1845 bewiesen, dass jede endliche Gruppe Untergruppen zu jeder Ordnung hatte, die eine Primzahl war und die Ordnung der Gruppe teilte. Die Sylow-Sätze waren die erste Erweiterung dieses Satzes und eines der ersten wichtigen Ergebnisse der abstrakten Gruppentheorie. Daneben veröffentlichte er über elliptische Funktionen (speziell deren komplexe Multiplikation), angeregt durch die Arbeiten von Niels Henrik Abel und Carl Gustav Jacobi, die er über seinen Mathematikprofessor Ole Jacob Broch kennenlernte. Er war auch an Abels Aufsatz über die Auflösbarkeit von algebraischen Gleichungen durch Radikale interessiert und kam über seinen Professor Carl Anton Bjerknes von dort zur Galoistheorie. Sylow benutzte beim Beweis seiner Sätze, die aus Sylows Analyse der Arbeit von Galois entstanden, Methoden der Galoistheorie (Winfried Scharlau).
In den 1870er Jahren stand er in Briefwechsel mit Julius Peter Christian Petersen.
Zusammen mit Sophus Lie gab Sylow zwischen 1873 und 1881 das gesamte Werk von Niels Henrik Abel heraus, wobei viele Arbeiten erstmals publiziert wurden (es gab schon zuvor (1839) eine Ausgabe gesammelter Schriften von Abel von Bernt Michael Holmboe, dem Vorgänger von Broch an der Universität Oslo). Laut Lie hatte Sylow die maßgebliche Arbeit dazu geleistet und die ersten vier Jahre war er dafür von der Schule beurlaubt. Die Arbeit wurde auf Anregung der Norwegischen Akademie der Wissenschaften vom Parlament finanziert. 1902 veröffentlichte er mit Elling Holst den Briefwechsel von Abel. Sylow hatte schon zuvor unveröffentlichte Arbeiten von Abel zur Veröffentlichung an das Crelle'sche Journal in Berlin geschickt, wo der Herausgeber Leopold Kronecker allerdings die Veröffentlichung ablehnte, da er inzwischen selbst die Ergebnisse unabhängig entdeckt hatte. 1902 hielt Sylow den Eröffnungsvortrag zur Zweihundertjahrfeier von Abels Geburt und auf dem dritten skandinavischen Mathematikerkongress 1913 in Oslo stellte er neuentdeckte Dokumente zu Abel vor.
1883 wurde er zum korrespondierenden Mitglied der Göttinger Akademie der Wissenschaften gewählt. 1894 wurde Sylow Herausgeber der Acta Mathematica und erhielt die Ehrendoktorwürde der Universität Kopenhagen.
Sylow heiratete nie. Sein Charakter wurde als humorvoll und warmherzig beschrieben. In den Sommerferien war er meist in den Bergen, insbesondere in Kongsvoll zwischen Oslo und Trondheim, zum Wandern und Sammeln von Pflanzen.

## Schriften
- M. L. Sylow: Théorème sur les groupes de substitutions. In: Mathematische Annalen. Band 5, 1872, S. 584–594 (uni-goettingen.de).
- Sur la multiplication complexe des fonctions elliptiques, Journal de mathématiques pures et appliquées, Serie 4, Band 3, 1887, S. 109–254.